# Liste des maires de Chaillevois
Pour un article plus général, voir Chaillevois.
La Liste des maires de Chaillevois regroupe les noms des maires de la commune de Chaillevois avec leur date de prise de fonction ainsi que les dates de fin de fonctions des maires.

## Liste des maires
| Période                                  | Période                   | Identité                                   | Étiquette | Qualité                                 |
| ---------------------------------------- | ------------------------- | ------------------------------------------ | --------- | --------------------------------------- |
| mai 2020                                 | En cours (au 24 mai 2020) | Philippe Mignot                            |           |                                         |
| mars 2008                                | mai 2020                  | Alain Gelée                                | DVD       | Retraité Réélu pour le mandat 2014-2020 |
| mars 2001                                | mars 2008                 | Henri Deprez                               |           |                                         |
| décembre 1991                            | mars 2001                 | Marcel Dartois                             |           |                                         |
| janvier 1984                             | novembre 1991             | Robert Lanoisellé                          |           |                                         |
| mars 1977                                | janvier 1984              | Pierre Dartois                             |           |                                         |
| février 1967                             | mars 1977                 | Maurice Flamant                            |           |                                         |
| 1963                                     |                           | Robert Lanoisellé                          |           |                                         |
| février 1957                             |                           | Georges Lalanne                            |           |                                         |
| 1953                                     | janvier 1957              | Eugène Cathelin                            |           |                                         |
| 1947                                     |                           | Léandre Lefèvre                            |           |                                         |
| juin 1934                                | 1936                      | Charles Bénard                             |           |                                         |
| juillet 1928                             | mai 1934                  | Charles Neuville                           |           |                                         |
| 1925                                     | juillet 1928              | Ulysse Saint-Omer                          |           |                                         |
| juin 1921                                | 1924                      | Paul Flamant                               |           |                                         |
| octobre 1920                             | mai 1921                  | Georges Pasques                            |           |                                         |
| octobre 1910                             | août 1920                 | Joseph Diot                                |           |                                         |
| mai 1904                                 | 1910                      | Ernest Guislin                             |           |                                         |
| septembre 1890                           | mai 1904                  | Eugène Thiévard                            |           |                                         |
| août 1852                                | septembre 1890            | Alexandre Oppilliart ou Opillart Hopillart |           |                                         |
| octobre 1850                             | août 1852                 | François Narcisse Diancourt                |           |                                         |
| mai 1847                                 | septembre 1850            | Pierre Antoine Clergé                      |           |                                         |
| novembre 1846                            | mai 1847                  | Alexandre Oppilliart                       |           |                                         |
| septembre 1846                           | novembre 1846             | Pierre Antoine Clergé                      |           |                                         |
| novembre 1841                            | août 1846                 | Jean-Baptiste Thiévard                     |           |                                         |
| mai 1841                                 | novembre 1841             | Jean-Baptiste Joré                         |           |                                         |
| août 1837                                | mai 1841                  | Jacques Godefroy                           |           |                                         |
| novembre 1831                            | août 1837                 | Alexandre Oppilliart                       |           |                                         |
| mai 1830                                 | octobre 1831              | Jacques Godefroy                           |           |                                         |
| mai 1816                                 | avril 1830                | César-Auguste de Lannoy                    |           |                                         |
| mai 1815                                 | avril 1816                | Benoît-Etienne Choquet                     |           |                                         |
| mai 1804                                 | avril 1815                | César-Auguste de Lannoy                    |           |                                         |
| juillet 1800                             | mai 1804                  | Jean-Pierre-Gédéon Aguet                   |           |                                         |
| Les données manquantes sont à compléter. |                           |                                            |           |                                         |

## Compléments